# Oecetis hippolytos
Oecetis hippolytos là một loài Trichoptera trong họ Leptoceridae. Chúng phân bố ở vùng Indomalaya.